# 川上四郎
川上 四郎（かわかみ しろう、1889年（明治22年）11月16日 - 1983年（昭和58年）12月30日）は、大正から昭和にかけて活動した日本の童画画家、挿絵画家。牧歌的な農村風景を得意とし、素朴な画風で親しまれた。大正期の童話・童謡運動（雑誌『赤い鳥』を中心に巻き起こった童話や童謡を巡る児童文学運動。童心主義も参照）の影響を受けて、児童向けの絵画の芸術的地位を高めるため、「童画」という言葉を作り、振興に努めた。このことから、「童画の父」「日本童画の父」とも呼ばれる。

## 経歴
1889年（明治22年）11月16日、新潟県古志郡上組村大字摂田屋（現・長岡市摂田屋）の豪農であった父・川上半四郎（屋号「川半」、井上円了の従兄弟）と母ヨシの四男として生まれる。兄の川上漸は医師で慶應義塾大学医学部教授（病理学）を務めた。写真家、自動車評論家、モータージャーナリストの川上完は親戚（兄弟の孫）。
上組村立中通尋常小学校（現・長岡市立上組小学校）高等科を卒業後、1901年（明治34年）新潟県立長岡中学校（現・新潟県立長岡高等学校）に進み、在学中に図画教員の望月俊稜と親しくしたことで画家の道を志す。1908年（明治41年）、東京美術学校西洋画科に入学、藤島武二や黒田清輝、和田英作、長原孝太郎らに学んだ。美校の同級生には牧野虎雄、河目悌二、平沢文吉らが、上級生には岡本一平、池部鈞、藤田嗣治、田中良らがいた。1913年（大正2年）3月に美校を卒業すると、同研究科へ入学。12月、友人の勧めにより榛原郡立榛原中学校（現・静岡県立榛原高等学校）で美術教師を務める。この時の教え子に三木卓の父がいる。1915年（大正4年）12月、学校内で対立が起こり、校長の後を追って退職。上京して河目と平沢の借りていた小石川白山御殿町の家で同居するようになる。
1916年（大正5年）、共同印刷の図案部主任をしていた平沢の紹介で、美校の先輩の木元平太郎が社主を務めるコドモ社に入社。同社の絵画部員として『コドモ』『良友』などに挿絵を描いた。1917年（大正6年）から木元の後を継いで独逸学協会学校（現・獨協中学校・高等学校）の美術教師を4年勤める。1918年（大正7年）4月に日本赤十字社に勤めていた田沢ミブと結婚し、7月には巣鴨に転居。絵に専念するため1919年（大正8年）にコドモ社を退社。翌1920年（大正9年）コドモ社が創刊した雑誌『童話』の主任画家として創刊号に口絵を、第2号に表紙画を描いて以後、同誌の休刊まで表紙画・挿画に作品を提供した。1922年（大正11年）からは荻窪に住み、近所には河目悌二や千葉省三、太田三郎、北島浅一などがいた。
『童話』（コドモ社）の他に、『赤い鳥』（赤い鳥社）、『金の船』（キンノツノ社）、『金の星』（金の星社）、『コドモノクニ』（東京社）、『少年倶楽部』『少女倶楽部』『こどもクラブ』『たのしい一年生』（講談社）、『よいこのくに』（学研）、『ひかりのくに』（昭和出版）、『キンダーブック』（フレーベル館）、『幼稚園』『良い子の友』（小学館）、『コドモアサヒ』（朝日新聞社）、『子供之友』（婦人之友社）、『幼年の友』（実業之日本社）、『コドモのテキスト』（日本放送協会）、『童話文学』（童話文学社）、『児童文学』『童話作品』（鳩居書房）、『コドモノテンチ』（子供の天地社）、『ヨイオトモダチ』（日本絵雑誌社）、『日本ノコドモ』（国民図書刊行会）、『チャイルドブック』（チャイルド本社）など各種の雑誌・児童誌に表紙画や挿画を描いている。

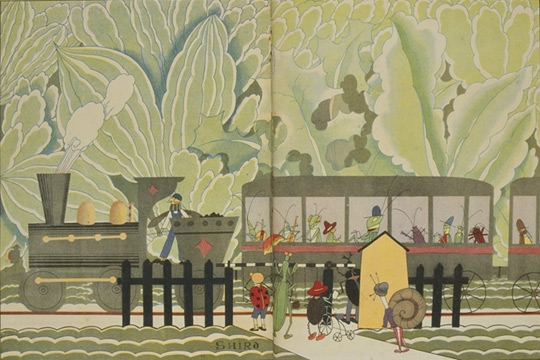
川上四郎 『コドモノクニ』1926年10月号

1926年（大正15年）に童話作家協会の『日本童話選集』のために当時の童画家が一堂に会したのがきっかけとなり、翌1927年（昭和2年）に初山滋、武井武雄、岡本帰一、深沢省三、村山知義、清水良雄らとともに「日本童画家協会」（第1次）を結成。童画第一世代と呼ばれる。翌1928年（昭和3年）には銀座松屋で日本童画家協会第一回展が開かれた。戦時政策として日本童画家協会が1941年（昭和16年）に日本少国民文化協会に併合された後、戦後の1946年（昭和21年）には日本童画会の発起人メンバーの一人となり、同会に所属した。1961年（昭和36年）に日本童画会が解散した後、翌1962年（昭和37年）結成の日本童画家協会（第2次）にも参加した。同年、日本橋の白木屋で第2次日本童画家協会第1回展が開かれ、第11回展まで毎年出品した。

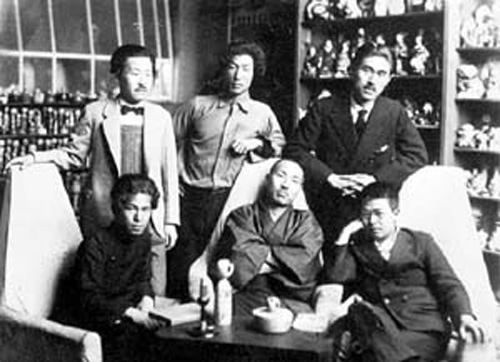
日本童画家協会の創設メンバー

1923年（大正12年）頃から念仏信仰（阿弥陀宗）に心が向かい、良寛の研究なども行うようになる。1943年（昭和18年）に念仏同行講衆の道場が新潟県湯沢村に建つと、東京と往復するようになった（千葉省三も同じ頃に湯沢に疎開）。1945年（昭和20年）5月、戦争の激化に伴って川上の家族も湯沢の熊野に疎開。8月、疎開先の近くに家を建て、一家でそこで暮らすようになる。1949年（昭和24年）、妻ミブ死去。戦後も精力的に創作活動を続け、童画界の長老として晩年まで絵筆を振るった。1983年（昭和58年）12月30日、自宅にて心不全のため死去。

### 没後の動き
湯沢町では川上を顕彰し、没後10年にあたる1993年（平成5年）に「日本童画の父 川上四郎展 よみがえる雪国のふるさと湯沢」が開かれたほか、1997年（平成9年）から毎年「川上四郎記念 越後湯沢全国童画展」が開かれている。また町内の役場庁舎や公民館、温浴施設、雪国館などの公共施設に複製原画が飾られている。これらのことから「童画のまち 湯沢」を標榜している。2005年（平成17年）発行の「湯沢町史」の表紙にも川上の作品が用いられている。同町大字三国にある「宿場の湯」併設のギャラリー「わらべの詩」は原画・複製画を常設展示。
出身地の長岡市では1987年（昭和62年）3月6日に開館した市立図書館で「川上四郎回顧展」がオープニングイベントとして催され、同館に「川上四郎文庫」が作られた。市内の学校町のシンボルロードを中心に川上の作品をモチーフにした銅像多数。
作品は湯沢町公民館や上記の川上四郎文庫のほか、イルフ童画館、足立美術館、安曇野ちひろ美術館、刈谷市美術館などに収蔵されている。
1992年（平成4年）、茨城県近代美術館で「ファミリー美術館'92 童画のパイオニアたち「赤い鳥」「子供之友」「コドモノクニ」の画家」開催。
1993年（平成5年）、三越美術館・新宿で「子どもの夢に生きた画家たち 童画の世界展」開催。
2018年（平成30年）、にいがた文化の記憶館で「子どもと夢の世界～日本のアンデルセン・小川未明、日本童画の父・川上四郎～」開催。

### 受賞歴
- 1942年 第2回野間挿絵奨励賞受賞
- 1970年 第10回久留島武彦文化賞受賞

### 画集・図録
- ひろば 第25号『川上四郎特集』 至光社 1965
- 『川上四郎童画大集』 講談社 1977
- 『日本の童画 1 武内桂舟・川上四郎・本田庄太郎』 第一法規出版 1981
- 図録『日本童画の父 川上四郎回顧展』 長岡市教育委員会 1987
- 図録『ファミリー美術館'92 童画のパイオニアたち「赤い鳥」「子供之友」「コドモノクニ」の画家』 茨城県近代美術館 1992
- 図録『日本童画の父 川上四郎展 よみがえる雪国のふるさと湯沢』 湯沢町公民館 1993
- 図録『子どもの夢に生きた画家たち 童画の世界展』 NHKプロモーション 1993
- 図録『童画の世界』足立美術館 2005
- 図録『未明童話を彩る童画家 川上四郎展』 小川未明文学館 2007
- 『復刻キンダーブック』 フレーベル館 1978
- 『赤い鳥 復刻版』 日本近代文学館 1979
- 『童話 復刻版』 岩崎書店 1982
- 『金の船・金の星 復刻版』 ほるぷ出版 1983
- 『コドモノクニ名作選』 上下巻 アシェット婦人画報社 2010
- 『コドモノクニ名作選』 春号 夏号 秋号 冬号 ハースト婦人画報社 2011

## 著作
- 野口雨情、清水かつら、中村雨紅、北原白秋、葛原しげる、西条八十、鹿島鳴秋、高橋静湖、小沼宏 詩『童謡画集 (新・講談社の絵本) 』講談社 ISBN　978-4061482692　(2003/2/20)
- 千葉省三 文『アリババ物語（講談社の絵本（130））』 講談社 1939
- 千葉省三 文『手白猿（講談社の絵本）』 講談社 1945
- 久米元一 文『ふしぎなランプ（講談社の絵本（123））』 講談社 1959
- 有吉佐和子 文『おむすびころりん（講談社の絵本ゴールド版（39））』 講談社 1960
- 単著『さるとかに (小学館の育児絵本 (43)) 』小学館 ISBN 978-4097560432　(1971)
- 単著『いっすんぼうし（小学館の幼年絵本（5））』小学館 1953
- 単著『はなさかじいさん（小学館の幼年絵本（11））』小学館 1960
- 単著（川上しろう名義）『地獄極楽めぐり』 春江堂 1928
- 単著『コドモエホンブンコ 三太郎の郊外散歩』誠文堂 1928
- 単著『ワタクシノムラ』 小学館 1943
- 単著『スズメタチ』 児童図書出版社 1946
- 単著『さるとかに』扇書房 1947
- 単著『どうぶつのくに のりものづくし』東江書房 1947
- 単著『ドウブツヨウチエン』 東江書房 1947
- 単著『村のおまつり』 享栄出版社 1947
- 単著『どうぶつむらのできごと』享栄出版社 1948
- 単著『うさぎのがっこう』 金蘭社 1948
- 単著『動物絵本』 二葉書房 1949
- 単著『良寛さま（小学館の幼年絵本（27））』 小学館 1955
- 単著『どうぶつのくに（うたのえほん（7））』 リブロポート 1986
- 童話作家協会 編『日本童話選集』丸善 1926
- 浜田広介 著『椋鳥の夢』 新生社 1921
- 浜田広介 著『椋鳥の夢―ひろすけ童話 (わくわく!名作童話館 (7))』日本図書センター ISBN 978-4284700245　(2006/04)
- 浜田広介 著『大将の銅像』実業之日本社 1922
- 浜田広介 著『浜田広介童話・二年生』
- 浜田広介 著『ひのきまる』 尚文館 1947
- 島木赤彦 著『赤彦童謡集』 古今書院 1922
- 島木赤彦 著『第二赤彦童謡集』 古今書院 1923
- 島木赤彦 著『第三赤彦童謡集』 古今書院 1926
- 久留島武彦 著『羊仙人』教育研究会 1924
- 千葉省三 著『ワンワンものがたり （金蘭ゑばなし叢書（2））』 金蘭社 1929
- 千葉省三 著『ワンワンものがたり (わくわく!名作童話館 (5))』日本図書センター ISBN 978-4284700221 (2006/04)
- 千葉省三 著『トテ馬車』 古今書院 1929
- 千葉省三 著『オトギカハリエ ソンゴクウ』 鈴木仁成堂書店 1930
- 千葉省三 著『一年生ヨイコノオハナシ』 鈴木仁成堂書店 1937
- 渡辺増三『童謡集 絲ぐるま』 交蘭社 1924
- 川上漸 著『子供のための医学・人体の不思議』 コドモ社 1925
- 室生犀星 著『翡翠』宝文館 1925
- 土田耕平 著『童話集 蓮の実』 古今書院 1926
- 土田耕平 著『童話集 原つぱ』古今書院 1928
- 小川未明 著『未明童話集』第2巻 丸善 1927
- グリム兄弟 原作 / 舟木重信 訳『グリム童話集（日本児童文庫（29））』 アルス 1928
- 山口正夫 詩『童謡集 野の雉子』童仙房 1931
- 氏原大作 著『父なきあと』 講談社 1931
- 酒井朝彦 著『ひらがな童話集』 金の星社 1939
- 武井武雄 著『ムラノコドモ（幼児標準絵本）』 鈴木仁成堂書店 1939
- 吉佳芝 文『ムシノセカイ』 博文館 1940頃
- 徳永寿美子 著 『新選童話 2年生』 童話春秋社 1940
- 横井秋子 詩『雪トコドモ』博文館 1941
- 相賀壽次 編『ワタクシノムラ』 小学館 1943
- 巌谷小波 著『シジミノリュウグウイキ（サザナミオトギエブンコ）』 小学館 1943
- 巌谷小波 原作『文福茶釜（さざなみ童話集12）』 トッパン 1954
- 福本喜繁 文『チヒサイオトモダチ』 国民社 1944
- 水谷まさる 文『絵本 カメノクフウ』 児童図書出版 1945
- 水谷まさる 文『さるとかに』金の星社 1948
- 水谷まさる 文『したきりすずめ』 金の星社 1949
- 水谷まさる 文『なかよし』 二葉書房 1949
- 白鳥省吾 編『アメリカのこどもうた』 二葉書房 1947
- 清水かつら 文『おめでとう』 妙義出版社 1947
- 佐藤義美 文『サルノクニ』二葉書房 1947
- ヤーコプ・グリム 著『ブレーメンのがくたい』 二葉書房 1947
- 北村寿男 文「アリババと四十人の盗賊」 世界文庫 1948
- 奈街三郎 著『ハサミとようふくや』 講談社 1948
- 宮沢賢治童話選集 第1巻『ふたごの星』 講談社 1948
- 後藤楢根 著『ちょうちょのゆめ』 小峰書店 1949
- 下村湖人 著『少年のための次郎物語』 学童社 1951
- 川島つゆ 文『一茶さん（小学館の幼年文庫（34））』 小学館 1958
- 高橋良和 文 『ふたつのばしゃ（ジャータカえほん第1集4）』 鈴木学術財団 1959
- ビアンキ 作 / 網野菊 文『おうち（キンダーおはなしえほん第2集2）』 フレーベル館 1969
- 火野葦平 原作 / 阪田寛夫 文『しんげつ（キンダーおはなしえほん第4集8）』フレーベル館 1970
- 北畠八穂 文『りょうかんさま』 ポプラ社 1972
- 小宮山量平 文『良寛さ』 理論社 1975